# قاعدة أبو صوير الجوية
قاعدة أبو صوير الجوية أو مطار أبو صوير العسكري أو مطار أبو صوير الحربي كما عُرف سابقًا باسم (RAF Abu Sueir) و(LG-205) هو قاعدة جوية للقوات الجوية المصرية في أبو صوير، تقع على بعد 17.1 كم (10.6 ميل) غرب الإسماعيلية و116 كم (72 ميل) شمال شرق القاهرة. كان تشيده لأجل الدفاع الاستراتيجي عن الممر المائي لقناة السويس.

## التاريخ
كان المطار في البداية عبارة عن محطة جوية بنتها السلطات البريطانية لأجل عمليات التدريب وافتتحت في سبتمبر 1917. كما افتتح بها مدرسة تدريب الطيران رقم 4 في 1 أبريل 1921 وظلت حتى 2 سبتمبر 1939 عندما انتقلت إلى سلاح الجو الملكي البريطاني في قاعدة الحبانية بالعراق. كانت المحطة تضم وحدة الصيانة رقم 102 في الفترة من 1939 إلى 1942. كما استخدمتها الأسراب المقاتلة للصيانة وإعادة تنظيم العمليات فيما بعد في الصحراء الغربية. في النصف الثاني من 1942، عمل بها السربان 37 و40 المزودان بقاذفات فيكرز ويلينغتون وبعد مغادرتهما، تشكلت بها وحدة التدريب التشغيلي رقم 73 في فبراير 1943، والتي غادرت في يونيو من نفس العام.
خلال الحرب العالمية الثانية، استخدم سلاح الجو الملكي والقوات الجوية للجيش الأمريكي المطار، المعروف آنذاك باسم (RAF Abu Sueir) أو (LG-205)، كمطار عسكري خلال حملة شمال أفريقيا ضد قوى المحور.
ضمت وحدات القوة الجوية التاسعة التابعة للقوات الجوية للجيش الأمريكي التي استخدمت المطار التالي:
الوحدات الأمريكية العاملة
- المجموعة القاذفة رقم 376 من 8 نوفمبر 1942 - يناير 1943 بطائرات بي-24 ليبراتور وضمت الأسراب التالية:

| الوحدة               | الفترة                         |
| -------------------- | ------------------------------ |
| سرب القاذفات رقم 512 | 9 نوفمبر 1942 - 10 فبراير 1943 |
| سرب القاذفات رقم 513 | 8 نوفمبر 1942 - 10 فبراير 1943 |
| سرب القاذفات رقم 514 | 8 نوفمبر 1942 - 10 فبراير 1943 |
| سرب القاذفات رقم 515 | 8 نوفمبر 1942 - 6 فبراير 1943  |

كانت المحطة قد أغلقت للتجديد وأعيد افتتاحها في يوليو 1942 كمقر لقاذفات بي-24 ليبراتور التابعة لوحدة تحويل العمليات الثقيلة رقم 1675، والتي ظلت حتى حلها في أكتوبر 1945. ثم انتقل السربان 40 و194 من إيطاليا بقاذفات ليبراتور وبعد وقت قريب أعيد تجهيزهما بقاذفات لانكستر. ثم غادر السربان في صيف 1946 وقد لعبت المحطة دور المقر المشترك لسلاح الجو في الشرق الأوسط مع سلاح الجو الملكي في الإسماعيلية حتى تجمع كلا السلاحين في نيقوسيا في ديسمبر 1954. لاحقًا وصل السرب 208 في أكتوبر 1951 والسرب 13 في يناير 1955.
تقرر سحب القوات البريطانية من منطقة القناة بعد توقيع اتفاقية الجلاء في منتصف الخمسينيات، غادرت آخر سرية حراسة خلفية متبقية من الكتيبة الثانية (حرس غريناديه)، آخر وحدة قتالية للجيش البريطاني متبقية في القوات البرية للشرق الأوسط غادرت جواً في 2 أبريل 1956 من مطار أبو صوير، والذي كان آخر مطار يسلمه سلاح الجو الملكي للقوات المصرية في 14 أبريل 1956.

## في خدمة القوات الجوية المصرية

### حرب 56
كان المطار يحتضن السرب 30 بمقاتلات ميج 15 الحديثة وهوجم مثل غيره من المطارات المصرية خلال عملية الفارس في 31 أكتوبر 1956 من الطائرات المعادية التي أقلعت من الحاملات.

### حرب 67
تمركز بقاعدة أبو صوير الجوية عدة أسراب قاذفة بطائرات إليوشن-28 وأسراب مقاتلات اعتراضية طراز ميج-21 قبل حرب 67، وقد شكل وجود القاذفات تهديداً للعمق الإسرائيلي مما جعل المطار ضمن الأهداف الرئيسية للعملية موكد.
هاجمت القوات الجوية الإسرائيلية القاعدة على موجتين: في الموجة الأولى، هاجمت سبع رباعيات من الطائرات المقاتلة القاعدة، وفي الموجة الثانية هاجمتها خمسة رباعيات أخرى. كان السبب وراء هذا العدد الكبير من الهجمات نتيجة الممرات الخرسانية التي كانت في القاعدة، والتي تطلب قصفها بشكل متكرر حتى تخرج من الخدمة تمامًا. خلال هذه الهجمات، اندلعت معارك جوية فوق القاعدة أسقطت فيها أربع طائرات ميج-21 مصرية مقابل طائرة داسو ميستير-4 إسرائيلية.
بعد انتهاء الحرب، خرجت القاعدة من الخدمة ولم يُعاد تشغيلها، بسبب وقوعها في مدى في المدفعية الإسرائيلية. وخلال حرب الاستنزاف، نُصب بها بطاريات صواريخ، تعرضت للهجوم عدة مرات من قبل سلاح الجو الإسرائيلي.

### حرب أكتوبر
بنهاية حرب أكتوبر استولت القوات الإسرائيلية على مطارات أبو صوير وفايد والدفرسوار، لكنها لم تستخدم سوى مطار فايد كجسر إمداد رئيسي لها غرب القناة والتي انسحبت شرقًا عقب توقيع اتفاقية فك الاشتباك الأولى.

## الوضع الحالي
حاليًا يعتبر المطار قاعدة جوية مصرية نشطة. لا يزال تصميمها من زمن الحرب العالمية الثانية كما هو كما يبدو واضحًا في التصوير الجوي. تستوعب قاعدة أبو صوير الجوية السرب 60 والسرب 64 مقاتلات تكتيكية التابعان للواء الجوي 262 متعدد المهام، بمقاتلات نسخة إف-16سي/دي بلوك 40.
الوحدات المصرية العاملة
- اللواء الجوي 262 متعدد المهام:
  - السرب 60 الليلي متعدد المهام (سرب الخفافيش)
  - السرب 64 الليلي متعدد المهام (سرب النمور)

## وصلات خارجية
- Royal Air Force Airfield Creation for the Western Desert Campaign